# Баян-Журек
Баян-Журек, также Баянжурек («могучее сердце», хотя А. Кайдаров выводит этот ороним из монгольского «баян» — богатый и «зураг» — рисунок и связывает его с петроглифами) — невысокие останцовые горы в Джунгарском Алатау. Расположены на территории Аксуского района Алма-Атинской области. Длина 12—15 км, ширина 8—10 км, абсолютная высота до 2079 м. Склоны пологие. Сложены сланцами, известняками и песчаниками. На склонах Баян-Журека берут начало притоки реки Буйен.
Предварительные археологические работы, проведённые в долине и в горах Баян-Журек, позволили установить, что этот регион был заселён на протяжении нескольких эпох, причём наибольшее количество памятников относится к эпохе раннего железного века. В конце XIX в. большую работу проводил Н. Н. Пантусов. Он открыл петроглифы в горах Баян-Журек, в Чулакских горах, на реке Курты, в ущелье Теректы и других местах.
Известны своим петроглифическим комплексом.
Мелкосопочные горы издавна привлекали людей своим климатом. Так, Асан Кайгы после поездки в Баян-Журек сказал: «В горах Баянжурек никогда не бывать джуту», «если бы на берегу Буйен паслись бы шесть лет лошади, то родились бы тулпары» (крылатые кони).